# Prattsville CDP (Nueva York)
Prattsville es un lugar designado por el censo ubicado en el condado de Greene en el estado estadounidense de Nueva York. En el Censo de 2020 tenía una población de 384  habitantes y una densidad poblacional de 36,71 habitantes por km². Fue incluido como CDP por primera vez en el censo de 2010.

## Geografía
Prattsville se encuentra ubicado en las coordenadas 42°18′53″N 74°25′58″O / 42.31472, -74.43278. Según la Oficina del Censo de los Estados Unidos,  tiene una superficie total de 10,46 km², todos correspondientes a tierra firme.